# Raffaele Cadorna
Raffaele Cadorna, italijanski general, * 1889, † 1973.

## Življenjepis
Sin Luigija Cadorne je bil med drugo svetovno vojno poveljnik divizije. 11. septembra 1944 se je spustil z padalom na tla severne Italije, kjer je postal poveljnik Korpusa prostovoljcev svobode.